# Glutaronitrilo
El glutaronitrilo, también llamado pentanodinitrilo, 1,4-dicianopropano o 1,3-trimetilendinitrilo, es un dinitrilo de fórmula molecular C5H6N2.

## Propiedades físicas y químicas
A temperatura ambiente, el glutaronitrilo es un líquido transparente incoloro o de color amarillo.
Tiene una densidad prácticamente igual a la del agua (ρ = 0,995 g/cm³),
siendo su punto de ebullición 287 °C y su punto de fusión -29 °C.
Es muy soluble en agua, a razón de casi un kg por L; en este sentido, el valor del logaritmo de su coeficiente de reparto, logP = -0,72, indica una mayor solubilidad en disolventes polares como el agua que en octanol.
Este dinitrilo es un compuesto higroscópico, químicamente incompatible con oxidantes fuertes.

## Síntesis y usos
El glutaronitrilo se sintetiza añadiendo 1,3-dicloropropano a una mezcla de cianuro sódico en dimetil sulfóxido previamente calentada a 90 °C; la reacción es exotérmica por lo que la temperatura no debe exceder los 160 °C.
Otra ruta de síntesis es la cianometilación por electroreducción de acrilonitrilo con acetonitrilo, obteniéndose glutaronitrilo junto a otros nitrilos como el adiponitrilo. Dicha cianometilación también se ha estudiado utilizando azobenceno-acetonitrilo y fenilsulfonilacetonitrilo-dimetilformamida como fuente del -CH2CN electrogenerado.
El glutaronitrilo puede emplearse para la conversión de ácidos carboxílicos en nitrilos —por intercambio entre los grupos -COOH y C≡N— aplicando calor y en presencia de ácidos fosfóricos, sulfúricos o sulfónicos; el equilibrio se desplaza hacia la formación de nitrilos por la ciclación del ácido resultante a la correspondiente imida.
Asimismo, este dinitrilo permite sintetizar sales (triflato) de N-Metilnitrilium trifluorometanosulfonato, reactivos útiles en la síntesis de cetiminas y acetonas aromáticas.
El glutaronitrilo se ha usado como co-disolvente en nuevos electrolitos para baterías de ion de litio de alta energía y potencia.
También se ha investigado su incorporación dentro de resinas epoxi DGEBA/MDA como extensor de cadena; aunque, por una parte, este nitrilo aumenta la resistencia frente a impactos, por otra disminuye la temperatura de transición vítrea (Tg) así como la temperatura de deformación térmica.
Por otra parte, también se ha propuesto su utilización para la «funcionalización» de polímeros —proceso químico mediante el cual se incorporan grupos funcionales reactivos a una cadena polimérica— con un compuesto policiano que posea dos o más grupos -C≡N; dichos polímeros reducen la histéresis de vulcanizados de caucho empleados en la fabricación de neumáticos.

## Precauciones
El glutaronitrilo es un compuesto combustible que tiene su punto de inflamabilidad a 112 °C. Al arder puede liberar humos tóxicos conteniendo óxidos de nitrógeno, monóxido de carbono y cianuro de hidrógeno.
Es una sustancia tóxica si se ingiere y provoca irritación en piel, ojos y membranas mucosas.